# Roderigue Hortalez y Compañía

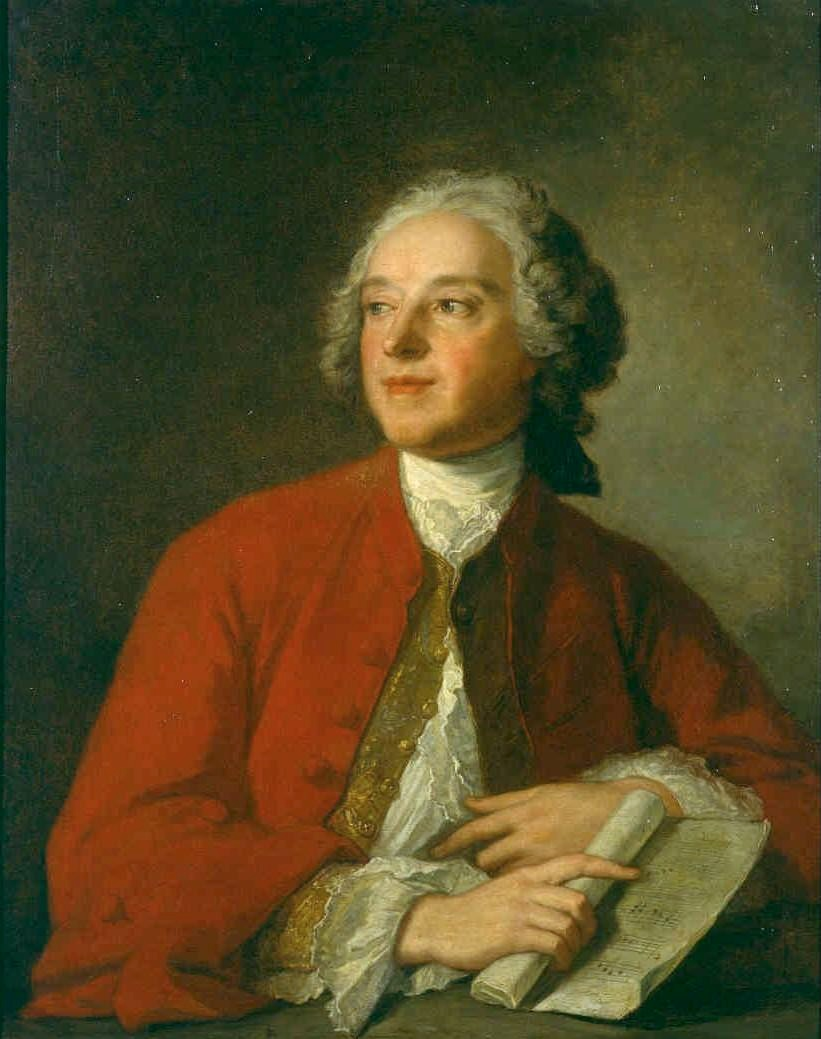
Pierre-Augustin de Beaumarchais.

Roderigue Hortalez y Compañía fue una empresa creada discretamente en Nueva Orleans en marzo de 1775 por el gobernador Luis de Unzaga y Amézaga quien continuó durante 1776, representando especialmente intereses de financieros vascos españoles y vascos franceses, su pariente Diego de Gardoqui y Pierre-Augustin Caron de Beaumarchais, estableciendo sedes en mayo de 1776 en Bilbao y Cádiz, para proporcionar suministros militares y asistencia financiera a los revolucionarios americanos en previsión de la Guerra de Independencia contra Gran Bretaña.  Las redes de agentes secretos de Luis de Unzaga y  Amézaga y la de la empresa familiar Gardoqui e hixos y otros financieros franceses fue coordinada por Pierre-Augustin de Beaumarchais, un dramaturgo, relojero, inventor, músico, político, fugitivo, espía, editor, traficante de armas y revolucionario francés. A través de la compañía, se adquirieron armas y materiales para ayudar a los americanos a luchar contra los británicos, enemigos de Francia en ese momento.

## Contexto
La Guerra de los Siete Años le había ido mal a Francia, que había perdido casi todas sus posesiones coloniales en América del Norte y había sido militarmente humillada por los británicos. España, que había sido aliada de Francia al final de la guerra, había perdido el estratégico territorio de Florida. Gran Bretaña, mientras tanto, había expandido sus territorios coloniales en grandes áreas de América del Norte.
En 1773 un noble celoso se peleó con Beaumarchais, lo que motivó que el dramaturgo pasara diez semanas en la cárcel y perdiera sus derechos de ciudadanía. Para librarse de sus problemas legales y restaurar sus derechos civiles, Pierre Beaumarchais ofreció sus servicios al rey.
En 1774 Charles Gravier de Vergennes fue nombrado ministro de Asuntos Exteriores de Francia por Luis XVI. Vergennes era marcadamente anti-inglés, llegando a declarar que «Inglaterra es el enemigo natural de Francia». Su oportunidad de atacar a Gran Bretaña le llegó a través de Pierre Beaumarchais.

## La compañía
Beaumarchais, que trabajaba como agente secreto, había viajado a Londres en busca de chevalier d'Éon, un agente travestido de Luis XVI, que había amenazado al rey con chantaje. Durante ese período Beaumarchais se unió al disoluto grupo que rodeaba a John Wilkes, alcalde de Londres. Allí recibió una carta del Congreso Continental, entregada por Arthur Lee. En ella, el Congreso sugería al gobierno francés que fomentara la rebelión en las Trece Colonias enviando ayuda militar secreta disfrazada de préstamo. Beaumarchais creeía que la economía de Gran Bretaña se vería seriamente paralizada sin las Trece Colonias. Luis XVI y Vergennes estuvieron de acuerdo. Ambos estados no estaban dispuestos a mostrar abiertamente su apoyo, al menos hasta después de que la rebelión hubiera comenzado con éxito.
Antes de que se firmara la Declaración de Independencia, las armas y otros artículos de primera necesidad ya fluían a través de la aparentemente neutral isla holandesa de San Eustaquio. Se enviaron mosquetes, cañones, balas de cañón, pólvora, bombas, morteros, tiendas de campaña y suficiente ropa para 30 000 hombres. Esta asistencia mantuvo vivas las esperanzas de los revolucionarios americanos durante la primavera de 1776.

## Oposición
La única gran oposición al plan provino del ministro de finanzas francés, el barón Turgot. Insistió en que la independencia de América ocurriría independientemente de que Francia financiara o no la rebelión. Dijo que los fondos utilizados se sumarían a la ya pesada carga financiera acumulada del ejército y la armada francesas y conducirían a la bancarrota. Turgot eventualmente renunció en protesta.